# The Tiny
The Tiny är en svensk musikgrupp, bildad 2002 i Stockholm av Ellekari Sander (sång och piano) och Leo Svensson Sander (cello). De fick kontakt via en vän och duon inledde snart ett samarbete. Inte långt därefter rekryterades basisten Johan Berthling och gruppen började spela live.
För att ha råd med studiotid sålde Larsson sin lägenhet. Ett distributionsavtal slöts med V2 Records och i april 2004 släpptes bandets debutalbum, det barockpopinspirerade Close Enough. Från skivan släpptes singeln Closer. Varken singlarna eller albumet tog sig in på listorna.
Två år senare utgavs gruppens andra studioalbum Starring: Someone Like You. Albumet nådde plats 38 på den svenska albumlistan. Från skivan släpptes singeln They Say It's Weird som inte nådde någon listframgång. Skivan producerades av Jari Haapalainen och gästades av bland andra Ed Harcourt och innehöll även låten "Everything Is Free", en cover på Gillian Welch och David Rawlings.
Tre år fortlöpte innan gruppen 2009 gav ut sitt tredje album Gravity & Grace. Skivan gästades av bland andra Jari Haapalainen, som spelade trummor på en låt. Den nådde inte någon listframgång.

## Medlemmar
Ellekari Sander
Ellekari Sander, född 20 februari 1977 i Högalids församling, Stockholm är gruppens sångerska, pianist och organist. Hon var i tonåren en lovande skridskoåkare, men en olycka satte stopp för den karriären. Under 1990-talet spelade hon i olika punk- och skaband innan hon 2002 bildade The Tiny.
Leo Svensson Sander
Leo Svensson Sander, född 30 april 1975 i Olseröd, Degeberga i Skåne är gruppens cellist. Han studerade tidigare vid Kungliga Musikhögskolan i Stockholm, men hoppade av innan studierna var fullbordade.
Johan Berthling
Johan Berthling, född 9 november 1973 i Botkyrka församling, Stockholm är gruppens basist. Han gick med i The Tiny ganska snart efter gruppens bildande.

## Diskografi
Album
- 2004 – Close Enough
- 2006 – Starring: Someone Like You
- 2009 – Gravity & Grace

Singlar
- 2004 – Closer
- 2006 – They Say It's Weird

### Fotnoter
1. 1 2 3 4 5  Reges, Margaret. ”The Tiny”. Allmusic.com. http://www.allmusic.com/artist/the-tiny-p691529/biography. Läst 8 maj 2012.
2. 1 2 3 4  ”The Tiny”. Discogs.com. http://www.discogs.com/artist/Tiny%2C+The. Läst 8 maj 2012.
3. 1 2 3 4  ”Starring: Someone Like You”. Swedishcharts.com. http://swedishcharts.com/showitem.asp?interpret=The+Tiny&titel=Starring%3A+Someone+Like+You&cat=a. Läst 8 maj 2012.
4. ↑  ”Starring: Someone Like You”. Discogs.com. http://www.discogs.com/Tiny-Starring-Someone-Like-You/release/3099594. Läst 8 maj 2012.
5. ↑  ”Gravity & Grace”. Discogs.com. http://www.discogs.com/Tiny-Gravity-Grace/release/2742066. Läst 8 maj 2012.
6. ↑  Ellekari Larsson på Svensk Filmdatabas
7. ↑  Leo Svensson på Svensk Filmdatabas
8. ↑  Johan Berthling på Svensk Filmdatabas